# Мистер Судьба
«Мистер Судьба» (англ. Mr. Destiny) — американский художественный фильм 1990 года.

## Сюжет
События картины начинаются 14 июня 1990 года. Ларри Берроузу исполняется 35 лет. Он обычный американский клерк, у него есть жена Эллен, скромный дом, работа на крупной фабрике по производству спортивного инвентаря. Ларри считает себя безвольным, карьера его не сложилась и он плывет по течению. Все свои беды Ларри связывает с событиями, происшедшими ровно 20 лет назад. Будучи подростком, он неудачно выступил на школьных соревнованиях по бейсболу. На глазах у 30 тысяч зрителей, Ларри не сделал решающий страйк, его команда проиграла, а жизнь пошла под откос. После игры его зашла утешить одноклассница Эллен и с этого началось их знакомство.
Однажды у Ларри случается крупная неприятность: поддавшись на уговоры отца, он тайно проникает в кабинет начальства с целью ознакомиться с документами о незаконной продаже компании японским инвесторам. Незаконная сделка задумана вице-президентом компании Найлсом Пендером. Но Пендер внезапно возвращается и находит Ларри, спрятавшегося под столом. С этого и начинается фильм. В результате герой уволен, а по дороге домой на безлюдной вечерней улице у него ломается машина. Герой в отчаянии. Идти некуда. В ожидании эвакуатора Ларри коротает время в ближайшем баре, в компании бармена Майка. Внимательно выслушав Ларри, Майк угощает посетителя странным коктейлем.
Ларри выходит на улицу, возвращается домой, но в его жилище обитает чужой человек. Вскоре выясняется, что он попал в измененную версию своей жизни, где он сделал страйк и жизнь его сложилась очень успешно. Он живет в роскошном доме, владеет коллекцией раритетных авто, женат на красавице Синди, дочери своего босса Лео Хансена, и является президентом компании. Жена Эллен из бывшей реальности замужем за другим и ненавидит его. У Ларри как руководителя плохая репутация из-за жестокого отношения к подчиненным и их постоянных увольнений. Его  друг Клип, который в другой жизни был балагуром и жизнелюбом, здесь переживает из-за нервного срыва и едва не покончил жизнь самоубийством. Ларри решает поменять условия работы в компании и готов пойти навстречу профсоюзам, чем удивляет высшее руководство. Обнаруживается, что у Ларри интрижка с секретаршей Джуэлл, которая ревнует к его жене. Ларри неожиданно влечет к его бывшей жене и он ничего не может с этим поделать. Жена и любовница обнаружили, что он пошёл на свидание с Эллен. Жена устроила скандал и выставила его из дома, пригрозив, что её отец уволит Ларри.
Как и в прошлой жизни, Ларри собирается вывести Пендера с его незаконной сделкой на чистую воду. Однако Пендер, опасающийся, что после разоблачения сделки не станет президентом компании, решил подставить Ларри. Он организовал убийство Лео Хансена и подстроил все так, что полиция находит возле тела Ларри. Главный герой вынужден бежать, но бежать ему опять некуда. В итоге, он снова попадает в тот самый бар, однако Майка нет. Тогда Ларри пытается сам сделать волшебный коктейль. Выпивает смешанные как попало напитки, выходит наружу и оказывается в своей первоначальной жизни. Зная о том как пойдут события, он возвращается в офис и раскрывает аферу Пендера, за что ему светит повышение по службе. Вернувшись домой, он обнаруживает, что друзья и родные подготовили ему вечеринку сюрприз. Всё возвращается на круги своя.

## В ролях
- Джеймс Белуши — Ларри Джозеф Берроуз
- Линда Хэмилтон — Эллен Джеймс Берроуз / Робертсон
- Майкл Кейн — Майк, бармен / мистер Судьба
- Джон Ловитц — Клип Мецлер
- Харт Бохнер — Найлс Пендер
- Билл Маккатчен — Лео Хенсен
- Рене Руссо — Синди Джо Бамперс / Берроуз
- Джей О. Сэндерс — Джеки Эрл Бамперс
- Мори Чайкин — Газелман
- Пэт Корли — Гарри Берроуз
- Дуглас Сил — Босуэлл
- Кортни Кокс — Джуэл Джеггер

## Критика
На сайте Rotten Tomatoes фильм имеет рейтинг одобрения 35 % на основе отзывов 17 профессиональных рецензентов.